# Stephan Procházka
Stephan Procházka (* 1962 in Dornbirn) ist ein österreichischer Orientalist.

## Schriften (Auswahl)
- Die Präpositionen in den neuarabischen Dialekten. Wien 1993, ISBN 3-85369-924-3.
- Die arabischen Dialekte der Çukurova (Südtürkei). Wiesbaden 2002, ISBN 3-447-04525-6.
- Altäthiopische Studiengrammatik. Göttingen 2004, ISBN 3-525-26409-7.
- mit Gisela Procházka-Eisl: The plain of saints and prophets. The Nusayri-Alawi Community of Cilicia (Southern Turkey) and its sacred places. Wiesbaden 2010, ISBN 978-3-447-06178-0.